# كلية الجميرا
كلية الجميرا هي كلية خاصة تقع في دبي, الإمارات.

## الروابط الخارجية
1. ↑  Jumeirah College - UAE Schools - International Schools and English Schools in the UAE نسخة محفوظة 11 أغسطس 2012 على موقع واي باك مشين.

- GEMS GEMS Website
- Jumeirah College website